# 衛綝
衛 綝（えい ちん、生没年不詳）は、五胡十六国時代の人物。西平郡の人。

## 生涯
355年9月、隴西の人である李儼が前涼に反乱を起こし、隴西において自立した。その為、前涼の将軍牛覇が討伐に向かった。
この時、衛綝は西平郡ごと前涼に反旗を翻し、進軍途上の牛覇を攻撃した。これにより、牛覇の軍は潰えてしまい、単騎逃げ帰った。前涼の衛将軍張瓘はまず衛綝を先に討ちたかったが、兄である張珪が衛綝軍にいたので手が出せず、衛綝もまた弟が張瓘軍にいたのでうかつに手を出す事が出来なかった。
西平の人である田旋は酒泉郡太守馬基を擁立すると、前涼に背いて衛綝に呼応しようと企て、馬基へ向けて「綝がその東を撃ち、我らがその西を絶てば、六旬を経ずに天下は定まりましょう。これこそ『閉口捕舌』というものです」と勧めると、馬基はこれに同意し、衛綝に呼応して決起した。
西平の人である郭勲は天文の才能を有しており、かねてより州郡は幾度も招聘していたが、従わなかった。衛綝は礼を尽くして彼を招くと、郭勲は「張氏の衰えに乗じ、衛氏がまさに興ろうとしております。どうして弟一人を得る為に一門を滅ぼしてよいものでしょうか。速やかに瓘を伐つべきです」と勧めた。衛綝はこれに同意したが、張瓘は先んじて弟の張琚に大軍を与えて衛綝討伐を命じた。衛綝は迎え撃つも敗北を喫し、その勢力は散亡した。その生死は不明である。
馬基らもまた前涼の司馬張姚・王国より兵2千で攻撃を受け、敗北を喫した。馬基・田旋は殺され、その首級は姑臧へ送られた。